# Вибори до провінційних рад Нідерландів 2023
Вибори до провінційних рад 2023 — це вибори в Нідерландах, які відбулися 15 березня 2023 року для членів провінційних рад у дванадцяти провінціях, в той самий день, що й вибори водної ради, а також вибори ради островів у Карибських Нідерландах.
Вибори привели до перемоги Фермерсько-Громадянського Руху (BBB), який був сформований три роки тому; BBB виграли всенародне голосування та найбільшу кількість місць у всіх дванадцяти провінціях. (Більшістю місць вона зрівнялася з Народною партією за свободу та демократію в Північній і Південній Голландії та з Зеленими лівими в Утрехті.). Це була перша в історії Нідерландів політична партія, що зуміла перемогти у всіх дванадцяти провінціях.
Ці вибори також опосередковано визначили склад Сенату, оскільки члени дванадцяти провінційних штатів разом з виборчими колегіями, обраними того ж дня, обрали 75 членів Сенату на виборах до Сенату 30 травня, через два місяці після провінційних виборів.

## Виборча система
Право голосу мають громадяни Нідерландів, яким на день голосування виповнилося 18 років та проживають в провінції на відповідній території. Нідерландці, які проживали за кордоном і не були зареєстровані в нідерландському муніципалітеті, а також жителі Карибських Нідерландів з нідерландським громадянством не мають права голосу на цих виборах.
Вибори до провінційних рад дванадцяти провінцій Нідерландів проводяться кожні чотири роки в березні за методом д'Ондта. Виборці також мають можливість віддати свій голос за преференційним списком. Місця, отримані списком, спочатку розподіляються між кандидатами, які за результатами преференційного голосування набрали щонайменше 25 % голосів, необхідних для отримання одного місця, незалежно від їхнього місця у виборчому списку. Якщо кілька кандидатів зі списку долають цей поріг, їхній порядок визначається на основі кількості отриманих голосів. Місця, що залишилися, розподіляються між кандидатами відповідно до їхнього місця у виборчому списку. Розмір провінційних рад варіюється від 39 членів для провінцій з населенням менш як 400 000 жителів до 55 членів для провінцій з населенням понад 2 000 000 жителів. Станом на 2023 рік у провінційних радах загалом 572 місця.

## Результати

### Явка (загалом у Нідерландах)
|                         | 2019 рік   | 2019 рік   | 2023 рік   | 2023 рік |
| Голосувало              | %          | Голосувало | %          |          |
| ----------------------- | ---------- | ---------- | ---------- | -------- |
| Виборці з правом голосу | 13 032 532 |            | 13,265,777 |          |
| Не з'явився             | 5,712,882  | 43,84      | 5,464,983  | 41,20    |
| Відвідуваність          | 7,319,650  | 56,16      | 7 800 794  | 58,80    |
| Недійсні голоси         | 21,205     | 0,29       | 19 956     | 0,26     |
| Пусті голоси            | 21,377     | 0,29       | 25 895     | 0,33     |
| Дійсні голоси           | 7,277,068  | 99,42      | 7,754,943  | 99,41    |

### Результати по провінціях по партіях
| Провінційні ради   | Провінційні ради | Провінційні ради | Провінційні ради | Провінційні ради | Провінційні ради | Провінційні ради | Провінційні ради | Провінційні ради | Провінційні ради | Провінційні ради | Провінційні ради | Провінційні ради | Провінційні ради | Провінційні ради | Провінційні ради | Провінційні ради                                             | Провінційні ради |                            |    |
| Провінція          | BBB              | VVD              | GL               | PvdA             | CDA              | PVV              | D66              | PvdD             | SP               | CU               | SGP              | JA21             | FVD              | Volt             | 50+              | Провінційні партії                                           | Всього           |                            |    |
| ------------------ | ---------------- | ---------------- | ---------------- | ---------------- | ---------------- | ---------------- | ---------------- | ---------------- | ---------------- | ---------------- | ---------------- | ---------------- | ---------------- | ---------------- | ---------------- | ------------------------------------------------------------ | ---------------- | -------------------------- | -- |
| Провінція          | Дренте           | 17               | 4                | 2                | 4                | 3                | 2                | 1                | 2                | 2                | 2                |                  | 1                | 1                | 1                |                                                              | Всього           | 1 - Sterk Lokaal Drenthe 1 | 43 |
| Оверейсел          | 17               | 4                | 4                | 3                | 4                | 2                | 2                | 1                | 1                | 3                | 2                | 2                | 1                | 1                |                  |                                                              | 47               |                            |    |
| Фрисландія         | 14               | 3                | 3                | 5                | 4                | 2                | 1                | 1                | 1                | 2                | -                | 1                | 1                | -                |                  | 5 - Frisian National Party 4 - Provincial Interests Frisia 1 | 43               |                            |    |
| Гелдерланд         | 14               | 6                | 5                | 5                | 4                | 2                | 3                | 2                | 2                | 3                | 3                | 2                | 1                | 2                | 1                |                                                              | 55               |                            |    |
| Гронінген          | 12               | 2                | 5                | 5                | 2                | 2                | 2                | 2                | 2                | 3                |                  |                  | 1                | 1                |                  | 4 - Groninger Belang 3 - Party for the North 1               | 43               |                            |    |
| Північний Брабант  | 11               | 9                | 5                | 4                | 4                | 4                | 4                | 2                | 4                | 1                | 1                | 2                | 1                | 1                | 1                | 2 - Lokaal Brabant 2                                         | 55               |                            |    |
| Флеволанд          | 10               | 4                | 3                | 3                | 2                | 3                | 2                | 2                | 2                | 2                | 2                | 2                | 2                | -                | 1                | 1 - Strong Local Flevoland 1                                 | 41               |                            |    |
| Лімбург            | 10               | 5                | 4                | 3                | 5                | 6                | 3                | 2                | 3                |                  | -                | 2                | 1                | -                | 1                | 2 - Lokaal-Limburg 2                                         | 47               |                            |    |
| Південна Голландія | 8                | 8                | 6                | 4                | 4                | 4                | 4                | 3                | 2                | 2                | 2                | 4                | 2                | 1                | 1                |                                                              | 55               |                            |    |
| Зеландія           | 9                | 4                | 6                | 6                | 5                | 2                | 1                | 1                | 1                | 1                | 5                | 1                | 1                | -                |                  | 2 - Party for Zeeland 2                                      | 39               |                            |    |
| Північна Голландія | 8                | 8                | 7                | 7                | 2                | 3                | 4                | 4                | 2                | 1                | -                | 3                | 2                | 2                | 2                |                                                              | 55               |                            |    |
| Утрехт             | 7                | 6                | 7                | 3                | 4                | 2                | 5                | 3                | 1                | 3                | 2                | 2                | 1                | 2                | 1                |                                                              | 49               |                            |    |
| Загалом            | 137              | 63               | 51               | 46               | 43               | 34               | 32               | 25               | 23               | 22               | 16               | 22               | 15               | 11               | 8                | 17                                                           | 572              |                            |    |
| Загалом            | 137              | 63               | 6                | 6                | 43               | 34               | 32               | 25               | 23               | 1                | 1                | 22               | 15               | 11               | 8                | 17                                                           | 572              |                            |    |

## Новостворені коаліції
Після виборів були сформовані наступні коаліції на адміністративний період 2023—2027 років:
- Гронінген: BBB, PvdA, Groninger Belang і ChristenUnie
- Фрісландія: BBB, CDA, FNP і CU
- Дренте: BBB, PvdA, VVD і CDA
- Оверейсел: BBB, VVD, GroenLinks, PvdA та SGP
- Гелдерланд: BBB, VVD, CDA, CU та SGP
- Флеволанд: BBB, VVD, PVV, CU та SGP
- Утрехт: GroenLinks, VVD, D66, CDA та PvdA
- Північна Голландія: BBB, VVD, GroenLinks і PvdA
- Південна Голландія: BBB, VVD, GroenLinks, PvdA та CDA
- Зеландія: BBB, SGP, CDA і VVD
- Північний Брабант: VVD, GroenLinks, PvdA, SP, D66 і Lokaal Brabant.
- Лімбург: BBB, VVD, CDA, PvdA та SP